# مقاطعة بوتينو (داكوتا الشمالية)
بوتينو (بالإنجليزية: Bottineau)‏ هي إحدى مقاطعات ولاية داكوتا الشمالية في الولايات المتحدة الأمريكية.